# 加ト・けん・たけしの世紀末スペシャル!!
『加ト・けん・たけしの世紀末スペシャル!!』（かト・けん・たけしのせいきまつスペシャル）は、フジテレビ系列で1998年12月19日（土曜日）19:00 - 20:54（JST）に放送されたバラエティ番組。平均視聴率は14.0%だった。

## 概要
1980年代に土曜20時戦争で視聴率争いを繰り広げていた『8時だョ!全員集合』（TBS）からザ・ドリフターズの加藤茶・志村けん、『オレたちひょうきん族』（フジテレビ）からビートたけしが出演して、加藤茶と志村けんとビートたけしの3人が共演した特別番組で、世紀末の大予想や1998年の出来事などを紹介するコントを放送した。また、加藤・志村・たけしの3人が本格的に共演するのはこの番組が史上初となる。番組のキャッチコピーは「爆裂!笑いの三巨頭本気（マジ）で大激突」。番組のオープニングでは加藤・ジモンがハゲカツラにチョビヒゲ（加藤茶太郎）に、志村・上島が変なおじさんに、たけし・肥後がタケちゃんマンに扮し、痛快なトークを繰り広げた。
しかし、番組内容的には性的表現が特に過激に描写されており、グレート義太夫の陰部や女性の胸元が多少修正が入っているものの映されるシーンが多い。

## 出演者

### メイン出演（司会）
- 加藤茶（ザ・ドリフターズ）
- 志村けん（ザ・ドリフターズ）
- ビートたけし

### ゲスト
- たけし軍団
  - ガダルカナル・タカ
  - ダンカン
  - つまみ枝豆
  - 井手らっきょ
  - ラッシャー板前
  - グレート義太夫
- ダチョウ倶楽部
  - 肥後克広
  - 上島竜兵
  - 寺門ジモン
- ジョーダンズ
  - 三又忠久
  - 山崎まさや
- 萩尾みどり
- 藤谷美和子
- 桑野信義
- 北義則（トーカ堂社長）
- 穴井夕子
- 村田和美
- 菊池万里江
- 安西ひろこ
- 愛川ひかる（花粉症コントで加藤茶にパンツを脱がされる役で出演したAV女優）
- 松田純
- 片石貴子
- 山中秀樹（当時フジテレビアナウンサー、「世紀末お騒がせニュース」ナレーション担当）

## 主なコント内容
- 世紀末爆笑ファミリー
- '98 お笑いワイドショー・世紀末お騒がせニュース

## スタッフ
- 作・構成：原すすむ、朝長浩之、乙川恒樹、野村安史、竹内きよのり
- 音楽：たかしまあきひこ
- 特殊小道具：光子館
- クレーン：明光セレクト
- タイトル：高柳義信
- 協力：オフィス北野、テイクシステムズ、佐藤動物プロダクション、若駒プロ、放映プロジェクト
- 技術協力：ニユーテレス、IMAGICA、FLT
- 制作協力：エス・カンパニー、エクシーズ、ゼブラカンパニー、ワールドミュージック
- 演出補：小倉肇、鈴木伸二
- プロデューサー補：勝田哲夫
- 演出：戸上浩（エクシーズ）
- プロデューサー：井澤健
- 収録スタジオ：テレビ朝日六本木センター・テイクスタジオ
- 企画制作：イザワオフィス